# Francesco Perri

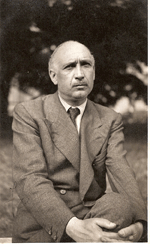
Francesco Perri

Francesco Antonio Perri (Careri, 15 luglio 1885 – Pavia, 9 dicembre 1974) è stato uno scrittore e giornalista italiano, convinto antifascista e meridionalista.

## Biografia
Francesco Perri nacque a Careri (Reggio Calabria) il 15 luglio 1885 da una modesta famiglia di agricoltori. Frequentò le prime classi elementari nel paese. 
Dopo la morte del padre Vincenzo, speziale del paese, i suoi familiari si trovarono in condizioni economiche difficili; a costo di grandi sacrifici, la madre, Teresa Sciplini, lo fece studiare presso il seminario vescovile di Gerace fino al 1900 allorché si ammalò di febbre maltese e fu costretto a tornare a casa.
Nel 1904, grazie alla madre, fu assunto come istitutore all'orfanotrofio Lanza di Reggio Calabria, dove si trasferì riuscendo nel frattempo a continuare gli studi fino alla quarta ginnasiale. Nel 1908 si trasferì a Fossano, in Piemonte, dopo avere vinto un concorso all'amministrazione delle poste. Riprese gli studi e conseguì la maturità classica nell'ottobre del 1910 presso il Liceo classico Cesare Beccaria di Milano. Quello stesso anno pubblicò, con lo pseudonimo di Ferruccio Pandora, il suo primo libro di poesie, 'Primi canti'. Nel 1914 si laureò in giurisprudenza all'Università di Torino.
Si trasferisce a Pavia nel 1915 dove si iscrisse alla facoltà di lettere all'Università degli studi di Pavia, senza riuscire completare il corso di studi a causa della partenza per il fronte avvenuto nel 1916, sei mesi dopo la nascita del primo figlio Giulio.
Prese così parte alla prima guerra mondiale. Alla sua esperienza sul fronte è legato La rapsodia di Caporetto, che compose a Moncenisio, dove era stato inviato nel 1918 a comandare un presidio di confine dopo la disfatta di Caporetto, dopo essere guarito dalla febbre spagnola, che aveva contratto all'inizio dell'anno. 
Mandò a Benedetto Croce il poemetto Rapsodia di Caporetto  “ È tanta la commozione”, scrive il Croce, “con cui ho letto le sue sincerissime pagine, che vorrei pregarLa di permettermi di conservare il Suo manoscritto, per unirlo ad altro ricordo che ho raccolto di questa nostra grande guerra".
Tornato dal fronte si trasferì a Milano dove iniziò a collaborare con il giornale repubblicano L'Italia del Popolo (1848) e poi con La Voce Repubblicana. 
Nel 1921 tornò per qualche settimana in Calabria dove prese parte alla battaglia per la concessione delle terre demaniali ai contadini. Per la sua attività subì un processo intentatogli da alcuni latifondisti terrieri.
Nella sua memoria difensiva del dicembre 1921 dice:" Per darmi veste di agire presso le autorità in loro nome i combattenti mi avevano nominato presidente di un comitato esecutivo del quale facevano parte i firmatari della lettera incriminata. Poiché la mia licenza era breve ed a me premeva ottenere la concessione delle terre prima della mia partenza, pensai di rivolgermi al prefetto nella sua qualità di arbitro nella vertenza perché si addivenisse ad un accordo".
Lo scrittore Mario La Cava, che allora era un giovane ragazzo, ricorda: "Ebbero più effetto sulla mia anima di fanciullo certe posizioni politiche assunte da Perri in quegli anni che furono del primo dopo guerra. Ricordo certe notti d'inverno in cui Perri, accompagnato da mio zio Pasquale, allora Sindaco di Careri, si fermavano nella mia casa al ritorno da Reggio dove avevano cercato di difendere le aspettative dei contadini presso il Prefetto. Avrebbero proseguito il viaggio per Careri il giorno dopo: mia madre approntava per loro con quello che c'era in casa".
Fu funzionario delle poste a Mortara nel biennio 1920/21 e da quell'esperienza nacque il romanzo di denuncia "I conquistatori", apparso a puntate su La Voce Repubblicana nel pieno del caso Matteotti nell'estate del 1924 e poi in volume l'anno dopo, con lo pseudonimo di Paolo Albatrelli. Il romanzo narra il mondo torbido la sanguinosa oppressione fascista nella Lomellina, gli egoismi, la demagogia politica, l'asservimento al potere di gran parte della cultura. Il romanzo è anche un appassionato appello a quanti s'interessano di politica, in ogni tempo e luogo, perché siano consapevoli della loro missione di servizio. I fascisti compresero bene i danni che il romanzo avrebbe potuto recare al consolidamento del loro potere e si pongono alla caccia del libro invitando i librai a toglierlo dalle vetrine. Perri fu obbligato a rilasciare una dichiarazione con la quale s'impegnava a non consentire l'ulteriore pubblicazione del libro in Italia né la sua traduzione all'estero. L'editore aveva già ricevuto la richiesta di pubblicare il romanzo in Francia, ma ciò avrebbe costretto Perri all'esilio, cui egli rinunciò non volendo lasciare il suo paese. Le copie del romanzo furono sequestrate e bruciate in piazza.
Nel 1926, a seguito dell'emanazione delle Leggi fascistissime, l'Amministrazione delle Poste, sotto l'accusa di aver scritto I Conquistatori e quella conseguente di essere antifascista e repubblicano irriducibile, lo deferì alla Commissione di disciplina per l'esonero, e, dieci giorni dopo, d'autorità lo collocò in congedo. Francesco Perri aveva quattro figli, il più piccolo di nove mesi. Al Ministero che lo convoca a Roma per discolparsi rispose di non ritenere "necessario e utile venire a Roma, perché non trovo nulla da ritrattare. Le accuse che codesto Ministero mi addebita, o sono false o fantastiche, o si riferiscono alla mia attività in periodo precedente all'approvazione della legge che mi si vuole applicare. Protesto per l'ingiustizia e l'illegale provvedimento che mi colpisce, e mi riservo di farmi rendere giustizia quando che sia nell'avvenire''.
Privo di risorse finanziarie, Perri, tornò a Milano con la famiglia e lì abitò quasi ininterrottamente fino alla Liberazione. Visse di collaborazioni editoriali con la casa editrice UTET per la quale scrisse nella collana La Scala d'oro e dedicandosi all'attività di narratore popolare (scrisse libri per ragazzi e romanzi rosa).
Nel 1928 vinse il Premio Arnoldo Mondadori Editore con il romanzo Emigranti, nel quale narrò anche l'episodio che lo aveva visto coinvolto personalmente qualche anno prima in Calabria durante la lotta dei contadini ex combattenti per la concessione delle terre demaniali.  
Riguardo al romanzo l'autore annotò: "Mi reco alla casa editrice Arnoldo Mondadori Editore, dove era impiegato un mio amico, per chiedergli se vi fosse possibilità di qualche modesto lavoro. Lavoro non credo rispose l'amico, ma tu perché non prendi parte al concorso bandito dall'Accademia Mondadori, per un romanzo. Il concorso scadeva il 31 dicembre e vi erano soltanto tre mesi, troppo pochi per scrivere un romanzo, e soprattutto per un concorso la cui commissione era costituita dal fior fiore della cultura italiana del tempo. Bisognava presentare un romanzo che facesse colpo, ma non disperai e mi posi al lavoro. Avevo scelto un soggetto senza ideologie, con un materiale che conoscevo da bambino e che avevo nel cuore".
Alla stagione fortunata di "Emigranti" segue quella delle critiche astiose. Il primo ad attaccarlo è l'accademico Pession, il quale, dopo la lettura della recensione sul Giornale d'Italia, sul romanzo premiato , scrive una lettera ufficiosa al direttore, meravigliandosi che un giornale della capitale desse spazio a un funzionario dello Stato esonerato per antifascismo. Agli attacchi del Giornale d'Italia seguono altri più ostili. "Camicia rossa", la rivista di Ezio Garibaldi e "L'Italiano" di Pietro Gorgolini lo indicarono al disprezzo del pubblico come autore de I Conquistatori. Furono anni duri.
Tra il 1929 e il 1930 pubblicò "Una notte di Amore" - Racconti e  "Leggende Calabresi".
Nel 1932  fu arrestato e trattenuto in prigione a San Vittore a Milano per 50 giorni, sotto l’accusa di avere intrattenuto rapporti con esuli antifascisti: l'accusa era basata su una lettera, inviata alla signora Dell'Isola in Francia, sua amica. La censura fascista, infatti, si convinse che il nome della signora fosse una parola in codice, un messaggio per uno dei i Fratelli Rosselli, Carlo, che era fuggito dal confino di Lipari tempo prima.
Nel 1934 furono pubblicati "Favola bella", un racconto poetico in prosa in cui il mistero della nascita è spiegato in un succedersi di fatti e circostanze fantasiose, avvincenti e delicate., Povero cuore", romanzo d’intrattenimento, già uscito a puntate sui periodici Rizzoli, oltre a "Come si lavora nel mondo", costituito da aneddoti relativi ai processi lavorativi dal settore artigiano-contadino a quello dell’industria.
Nel 1938  fu pubblicato il romanzo d'intrattenimento "L’idolo che torna".
Nel 1940 Francesco Perri diede alle stampe "Discepolo Ignoto", un romanzo storico ambientato nel primo periodo della predicazione cristiana, pervaso da un anelito di pace contro la violenza quale si viveva a Roma, sotto il tiranno Tiberio, con sottaciuta analogia con il regime dell'epoca.
Durante gli anni del regime collaborò con numerosi periodici quali La Domenica del Corriere; Il Corriere dei Piccoli utilizzando gli pseudonimi: Nepos e Ariel.
Su La Domenica del Corriere scrisse circa 200 profili di personaggi celebri, quali poeti, scrittori, musicisti, condottieri, etc., in forma adatta alla lettura popolare.
Scrisse anche sulla collana per ragazzi La Scala d'oro UTET, traducendo e narrando in forma semplificata numerose e celebri opere della letteratura internazionale.
Nel 1943 si rifugiò, con la famiglia, a Caspoggio (Sondrio) per porsi al riparo dai bombardamenti e per sottrarsi alle possibili intemperanze dei fascisti dopo lo sbarco alleato in Sicilia. Il 13 agosto 1943 la sua casa a Milano fu distrutta dai bombardamenti alleati e andò perduta la sua biblioteca e quanto aveva raccolto in trent'anni di lavoro letterario.
All'inizio di gennaio 1945 il figlio Giulio fu arrestato dai tedeschi, ma riuscì a darsi alla fuga durante il trasferimento per il campo di concentramento Bolzano, da cui i prigionieri politici e gli ebrei venivano deportati in Germania, per poi rifugiarsi in Svizzera, dove fu rinchiuso in uno dei campi di lavoro disseminati per il paese.
Il figlio più piccolo Virgilio, dopo tre mesi di servizio sotto i tedeschi, riparò anch'egli in Svizzera.
Nel 1943, nella parte d'Italia già liberata dagli alleati, fu nuovamente dato alla stampa il romanzo I conquistatori. Non ancora rientrato a Milano, Perri dettò dal suo rifugio a Caspoggio la prefazione alla nuova edizione del libro, raccontandone l'odissea con l'auspicio che la sua lettura potesse essere di giovamento alle classi dirigenti e proletarie.
Nel periodo della Repubblica Sociale Italiana e nonostante l'occupazione nazista tornò a Milano, dove visse cauto e appartato, ma sempre combattivo, tanto da collaborare con la Voce Repubblicana clandestina: suo è il commento, sul discorso tenuto da Benito Mussolini al Teatro Lirico di Milano nel dicembre del 1944.
Dopo la Liberazione scrisse una lettera al foglio Riflessi (Milano, 3 novembre 1945) per chiarire i suoi contatti con il movimento del prof. Edmondo Cione, che aveva tentato una sorte di pacificazione prima della Liberazione tra i fascisti e gli elementi contrari al regime. Raccontò Perri come durante un incontro tenutosi all'Hotel Plaza di Milano con ministro della RSI Carlo Alberto Biggini, egli avesse denunciato con forza gli errori commessi dal fascismo nel ventennio e quelli più orribili che andava commettendo sotto l'occupazione nazista, escludendo ogni possibile accordo in vista del termine della guerra.
Il 1° giugno 1945 assunse la direzione del quotidiano repubblicano di Genova Il Tribuno del Popolo per qualche mese, nel 1946 assunse la direzione de La Voce Repubblicana durante la campagna referendaria. Candidato in Calabria alle elezioni dell’Assemblea Costituente (Italia), non fu eletto per pochi voti.
Fu reintegrato nell’impiego dall'amministrazione Postale e su assegnato all'Ufficio Postale di Pegli, dove già abitava con la famiglia, per poi trasferirsi nel 1949 a Pavia.
Collaborò con l'Avanti!, L'Unità, Il Mattino, La Fiera Letteraria, l’Osservatorio politico letterario, il Corriere del Popolo, il Lavoro nuovo.
Sandro Pertini, Pietro Nenni, tra gli altri, sollecitarono la sua collaborazione ai giornali da loro diretti.
Nel 1958 fu pubblicato il romanzo "L’Amante di zia Amalietta", premiato in Italia e in Francia. "La cosa più difficile nella vita è vivere senza mentire e senza credere nella propria menzogna '': questo aforisma di Dostoevskij, in epigrafe, dà l’avvio alla narrazione. Protagonisti un gruppo di giovani dell'alta e media borghesia milanese, negli anni Trenta.
Nel 1960 apparve "Storia del lupo Kola", racconto per ragazzi in cui si intreccia l’esperienza della tradizione, la fantasia morale degli animali parlanti, l’epopea della resistenza e il rapporto vitale con l’Aspromonte.
Morì a Pavia il 9 dicembre 1974. Il suo corpo riposa nel cimitero di Careri (RC).

## Opere
- Primi canti Fossano, 1910 (con lo pseudonimo di Ferruccio Pandora]
- La rapsodia di Caporetto, Milano, L'eroica, (A. Cordani), 1919.
- Pan, Il Fascismo, Roma, Libreria politica moderna, 1922.
- Francesco Perri, Il Fascismo. La battaglia di Pan, Reggio Calabria, Laruffa editore, 2009, ISBN 978-88-7221-439-8.
- I Conquistatori, Roma, Libreria Politica Moderna, 1925 (con lo pseudonimo di Paolo Albatrelli. II edizione: Milano, Garzanti, 1943); riedito da Laruffa, Reggio Calabria, 2012, ISBN 978-88-7221-585-2.
- La strage, atto unico. Savona, 1925.
- Emigranti, Milano, Arnoldo Mondadori Editore, 1928.
- Leggende calabresi, Milano, 1929.
- Come si lavora nel mondo, figure, bozzetti e aneddoti narrati da Francesco Perri, illustrati da Filiberto Mateldi, Torino, UTET, 1934.
- Favola bella, Torino, 1934.
- Povero cuore, Milano, 1934.
- L'idolo che torna, Milano, 1938.
- Capitan Bavastro, Milano, Garzanti, 1940.
- Il discepolo ignoto, Milano, 1940.
- Racconti d'Aspromonte, Torino, 1940.
- La Missione del Redentore, Milano, 1941.
- Medaglie d'oro, Torino, 1942.
- Fra Diavolo, Firenze, 1948.
- L'amante di zia Amalietta, Milano, 1958.
- Nel paese dell'ulivo, Torino, 1958.
- Storia del lupo Kola, Torino, 1960.
- Gabriele D'Annunzio oggi, Genova, 1963